# Konwój PQ-7
Konwój PQ-7 – ósmy konwój arktyczny z okresu II wojny światowej wysłany przez aliantów do ZSRR ze sprzętem wojennym i surowcami, które były niezbędne do prowadzenia dalszej walki przeciwko III Rzeszy. Konwój został wysłany w dwóch partiach: PQ-7a wypłynął z Hvalfjörður na Islandii 26 grudnia 1941 roku i dotarł do Murmańska 12 stycznia 1942 roku. PQ-7b wypłynął z Hvalfjörður 31 grudnia 1941 roku, a do Murmańska dotarł 11 stycznia 1942 roku.

## Okręty
PQ-7a składał się z dwóch statków transportowych: SS "Cold Harbor" (Panama) oraz SS "Waziristan" (Wielka Brytania) i był eskortowany przez dwa uzbrojone trawlery. SS "Waziristan" został zatopiony przez niemiecki okręt podwodny U-134 2 stycznia 1942 roku.
PQ-7b składał się z dziewięciu statków transportowych (dwóch pod banderą panamską, jednego pod radziecką i siedmiu pod brytyjską). Eskorta składała się z niszczycieli HMS „Icarus” i HMS "Tartar" oraz dwóch uzbrojonych trawlerów. Wszystkie okręty dotarły do celu bez strat.